# Кононов, Иван Семёнович
Иван Семёнович Кононов (1939—2020) — советский и российский учёный, кандидат химических наук, профессор.
Автор более 100 опубликованных научных трудов, а также ряда изобретений.

## Биография
Родился 10 июля 1939 года в селе Малобыково Белгородской области.
В 1962 году окончил Казанский химико-технологический институт им. С. М. Кирова (ныне Казанский национальный исследовательский технологический университет) и по распределению приехал на Алтай в город Бийск, работал в Алтайском Научно-исследовательском институте химических технологий (АНИИХТ, ныне Федеральный научно-производственный центр «Алтай»). В 1970 году защитил кандидатскую диссертацию. В 1973 году был приглашен работать в Бийский технологический институт на кафедру Химической технологии высокомолекулярных соединений (в настоящее время кафедра Химической технологии энергонасыщенных материалов и изделий). За время работы в институте И. С Кононов прошел путь от старшего преподавателя до заведующего кафедрой (был избран в 1983 году).
Более 25 лет совмещал административную работу заведующего кафедрой с преподавательской деятельностью. Под его руководством подготовлена и защищена кандидатская диссертация.
Был награждён медалями «За доблестный труд», «Ветеран труда», а также медалями «В честь 90-летия Бахирева В. В.» и «Имени С. П. Королева». Удостоен нагрудных знаков «Отличник министерства машиностроения» и «Почетный работник высшего профессионального образования», а также звания «Заслуженный работник высшего профессионального образования».
Умер 14 ноября 2020 года в Бийске.